# Fernando Mesquita
Fernando Ferreira Botelho Queiroz de Mesquita, kurz Fernando Mesquita (* 1916 in Vila Real, Portugal; † in den 1990er Jahren in Mosambik) war ein portugiesischer Architekt.

## Leben
Fernando Mesquita wurde 1916 im nordportugiesischen Vila Real geboren. Nach seiner Schulausbildung studierte Mesquita zwischen 1934 und 1946 Architektur an der Escola Superior de Belas Artes in Porto, wobei er einige Kurse in Urbanistik auch an der University of London besuchte. Zwischen 1941 und 1942 arbeitete Mesquita als Praktikant im Büro von Carlos Ramos, einer der Wegbereiter des portugiesischen Modernismus.
Nach seinem Studium engagierte sich Mesquita in der Bewegung der jungen Architektinnen und Architekten für eine moderne Architektur auch im salazaritischen Portugal. Mesquita war unter anderem als portugiesisches Delegationsmitglied bei der Gründung der Union Internationale des Architectes 1948 in Lausanne anwesend. Ebenfalls war Mesquita am 1. portugiesischen Architekturkongress 1948 beteiligt, der als Ausgangspunkt für den portugiesischen Modernismus gilt.
Wie viele junge portugiesische Architektinnen und Architekten beschloss Mesquita Ende der 1940er Jahre aufgrund mangelnder Arbeitsmöglichkeit in Portugal in die portugiesischen Kolonie Mosambik zu ziehen. Dort begann er seine berufliche Karriere als angestellter Architekt, Stadtplaner und Urbanist in der Kolonialverwaltung von Mosambik. Ab 1964 leitete Mesquita das neugegründete Gabinete de Urbanização de Lourenço Marques, das sich zum Ziel gesetzte hatte die städtischen Strukturen von Lourenço Marques (heute Maputo) auszubauen und zu modernisieren.
Mesquitas Einfluss auf die Architektur im kolonialen Mosambik gilt als immens: Einerseits durch das massive Urbanisierungsprogramm in Lourenço Marques und Gesamt-Mosambik – vor allem den Bau von Schulen, die durch ihre modernistische Architektur bis heute prägend sind –, andererseits durch die Förderung und Begleitung anderer junger portugiesischer Architektinnen und Architekten, beispielsweise Fernando Eurico, João José Tinoco, Maria Carlota Quintanilha, Marcos Miranda Guedes, Alberto Soeiro, Nuno Craveiro Lopes und Pancho Guedes. Auch viele Schulen, deren Planung Mesquita an andere Architektinnen und Architekten vergab, zeugen vom Einfluss Mesquitas.
Nach der Unabhängigkeit Mosambiks 1975 verblieb Mesquita als einer der wenigen Portugiesen in dem Land und betrieb ein privates Architekturbüro im Stadtteil Sommerschield. Fernando Mesquita soll in den 1990er Jahren bei einem Autounfall gestorben sein.

## Werk
- 1953: Urbanisierungsplan für den Stadtteil Sommerschield, Lourenço Marques [Maputo][1]
- 1955: Plan für Standardbauten von Schulen mit 1, 2, 4, 6 oder 8 Klassenräumen, in zahlreichen mosambikanischen Orten[1]
- 1955–60: Hauptgebäude des Krankenhauses von Tavene, João Belo [Xai-Xai][1]
- 1958–63: Erweiterung der Escola Paiva Manso, Lourenço Marques [Maputo][1]
- 1959–63: Escola Técnica, Industrial e Comercial Neutel de Abreu, Nampula[1]
- 1960–63: Escola Industrial e Comercial D. Francisco Barreto, Quelimane[1]
- 1960–63: Escola Industrial e Comercial Vasco da Gama, Inhambane[1]
- 1960: Escola Primária de Vila Pery, Vila Pery [Chimoio][1]
- 1960–63: Escola Tecnica Elementar Governador Joaquim de Araújo, Lourenço Marques [Maputo][2][3]
- 1966: Regulierungsplan für Raum- und Landordnung in der Umgebung von Lourenço Marques [Maputo] („Prosalm“)[1]
- 1968: Entwicklungsplan für Lourenço Marques [Maputo][1]
- 1969: Aktualisierung des Urbanisierungsplans für Manhiça[1]